# White Trash Beautiful
White Trash Beautiful è il quarto lavoro da solista del cantautore rap statunitense Everlast.

## Tracce
1. Blinded by the Sun – 4:08
2. Broken – 4:23
3. White-Trash Beautiful – 4:01
4. Sleepin' Alone – 4:07
5. The Warning – 3:06
6. Angel – 4:40
7. This Kind of Lonely – 3:32
8. Soul Music – 3:12
9. God Wanna – 4:26
10. Lonely Road – 3:17
11. Sad Girl – 4:10
12. Ticking Away – 3:45
13. Pain – 4:38
14. 2 Pieces of Drama – 3:47
15. Maybe – 3:13